# Hemigrapsus nudus
Hemigrapsus nudus là một loài cua phổ biến của họ Varunidae. Nó có thể được tìm thấy trú ẩn dưới những tảng đá ở các khu vực liên triều dọc theo bờ biển phía tây Bắc Mỹ, từ Alaska đến Baja California ở Mexico. Loài cua này chủ yếu ăn rau diếp biển và các loại tảo xanh khác, và đôi khi nhặt xác động vật chết.
H. nudus đạt kích cỡ xấp xỉ 4,0-5,6 cm.